# Contea di Beckham
La contea di Beckham ( in inglese Beckham County ) è una contea dello Stato dell'Oklahoma, negli Stati Uniti. La popolazione al censimento del 2000 era di 19 799 abitanti. Il capoluogo di contea è Sayre.

## Centri abitati
- Carter
- Elk City
- Erick
- Hext
- Sayre
- Texola